# Myllena
Myllena Gusmão Varginha, mais conhecida como Myllena (Itajubá, Minas Gerais, 15 de outubro de 1978), é uma cantora e médica brasileira.

## História
Nascida em Itajubá, interior de Minas Gerais, Myllena foi criada com a avó na cidade de Carvalhos, também em Minas. Quando pequena, ganhou a discografia A Arca de Noé, de Vinícius de Moraes; aos 2 anos de idade já interpretava as canções de Rita Lee, segundo sua avó. Aos nove, Myllena decide participar do coral da igreja, devido às poucas opções da pequena cidade. Permaneceu no coro até os 11 anos de idade. Tempos depois, cursou medicina na cidade de Juiz de Fora na Universidade Federal de Juiz de Fora, formando em 2004.
Em 2004, Myllena lança seu primeiro CD, com quatro regravações (É Ouro Pra Mim, O Rock Que Você Pediu, Aquela Estrela e I Will Survive, esta última de Gloria Gaynor) e seis canções inéditas, sendo uma delas, Agora Vai, a mais importante. Segundo Myllena, a letra fala de uma época de dificuldades, que não a impediram de seguir em frente.
Praticamente autodidata, teve apenas duas aulas de violão na cidade natal, dedicando-se a estudar sozinha. A cantora conta que sempre se interessou por outros instrumentos de cordas, como o violoncelo, porém, escolheu o violão.
Mesmo ainda tendo que se dividir entre sua atuação como médica e os shows nas noites, Myllena Varginha tem alçado outros voos, feito diversos shows fora da cidade, conquistado grande público e novas parcerias nas grandes capitais.
Em 2015 Myllena lança o cd “Liberdade de Ser”. Durante dois anos de preparação, produzido por ela e pelo músico Torcuato Mariano, com direção musical de Jorge Ailton, baixista do Lulu Santos, foram selecionadas entre 30 e 40 canções, para chegar às 12 músicas do álbum. “Ele tem misturas. Está pop-rock-balada, uma cara mais popular em algumas músicas. Mas as guitarras continuam e temos um reggae também e dei minha interpretação de um rockão rasgado para ‘O meu sangue ferve por você’, que é um clássico do Sidney Magal”, disse. “Quando você chegar” é a música de trabalho.
Entre as parcerias, o álbum tem sete composições com Isabella Taviani e uma gravação conjunta, “Queria ver você no meu lugar”. Myllena também divide vocais com Vander Lee em “Eu não queria ter razão” e Bruno Miguel, filho de Márcio Greyk, em “É só chamar”.
Myllena já teve três músicas em trilhas sonoras de novela da Rede Globo. “Quando” fez parte de “Caras & Bocas”, a releitura de “Cérebro Eletrônico”, de Gilberto Gil, foi tema de abertura de “Tempos modernos”, e “Apenas mais uma de amor”, de Lulu Santos, entrou na “Malhação ID”.
Ela explicou ainda que a decisão de fazer uma pausa na carreira ajudou a definir os objetivos. “Estou sem gravar desde 2009. E havia pressão para lançar algo. No entanto, eu queria dar um tempo para saber quem era essa Myllena de verdade. Encontrei a minha liberdade de ser para poder falar para os outros. Tudo está acontecendo na hora certa. Este é o meu momento”, garantiu.
Atualmente é casada com a cantora e compositora Isabella Taviani. 
Em setembro de 2019, o casal teve os gêmeos Ignácio e Estevão.
Os bebês foram concebidos por inseminação artificial feita por Myllena.

## Composições
- A Letra P
- A última Canção
- Melhor pra Mim
- Não há
- O Rock Que Você Pediu
- Ouro pra Mim[3]
- Quando[4]